# Mogiljovska oblast
Mogiljovska oblast (belorusko Магілёўская вобласць, Magiljoŭskaja voblasc’; rusko Могилёвская область, Mogiljovskaja oblast’) je oblast na vzhodu Belorusije. Njeno upravno središče je mesto Mogiljov.
Na severu meji z Vitebsko, na zahodu z Minsko, na jugu z Gomelsko oblastjo, na vzhodu pa ima državno mejo z Rusijo. Površje je pretežno ravninsko in po njem tečejo številne reke, med njimi Dneper, Bjarezina, Sož, Druc, Pronja in Pcič. Število prebivalcev se v zadnjih letih zmanjšuje in danes ima Mogiljovska oblast najmanj prebivalstva med beloruskimi oblastmi.

## Upravna delitev
Oblast se deli na 21 rajonov, dve mesti – Mogiljov in Babrujsk – pa sta podrejeni neposredno oblastni vladi.
| Rajon               | Upravno središče         | Površina (km²) | Prebivalstvo (ocena 2024) |
| ------------------- | ------------------------ | -------------- | ------------------------- |
| Bjaliniški rajon    | Bjaliniči                | 1422,9         | 17.504                    |
| Babrujski rajon     | Babrujsk (ni del rajona) | 1589,5         | 16.500                    |
| Bihavski rajon      | Bihav                    | 2258,7         | 28.172                    |
| Gluski rajon        | Glusk                    | 1341,0         | 12.108                    |
| Gorkovski rajon     | Gorki                    | 1287,1         | 37.710                    |
| Dribinski rajon     | Dribin                   | 767,8          | 9457                      |
| Kiravski rajon      | Kiravsk                  | 1298,2         | 16.938                    |
| Klimaviški rajon    | Klimaviči                | 1545,7         | 22.036                    |
| Kličavski rajon     | Kličav                   | 1799,0         | 13.676                    |
| Kascjukoviški rajon | Kascjukoviči             | 1489,3         | 21.249                    |
| Krasnapolski rajon  | Krasnapole               | 1224,5         | 8777                      |
| Kričavski rajon     | Kričav                   | 776,8          | 27.761                    |
| Krugelski rajon     | Kruglae                  | 879,2          | 12.544                    |
| Mogiljovski rajon   | Mogiljov (ni del rajona) | 1902,3         | 39.540                    |
| Mscislavski rajon   | Mscislav                 | 1330,1         | 18.257                    |
| Asipoviški rajon    | Asipoviči                | 1949,8         | 43.365                    |
| Slavgaradski rajon  | Slavgarad                | 1323,2         | 12.196                    |
| Hocimski rajon      | Hocimsk                  | 862,6          | 9690                      |
| Čavuški rajon       | Čavusi                   | 1469,6         | 16.629                    |
| Čerikavski rajon    | Čerikav                  | 1021,5         | 12.413                    |
| Šklovski rajon      | Šklov                    | 1331,3         | 24.191                    |
| mesto Mogiljov      | –                        | 120,4          | 353.110                   |
| mesto Babrujsk      | –                        | 96,4           | 207.351                   |

## Prebivalstvo
Ob popisu prebivalstva leta 2019 je v Mogiljovski oblasti živelo 1,02 milijona ljudi, od katerih se jih je 89,4 % opredelilo za Beloruse, 6,07 % za Ruse in 1,19 % za Ukrajince.
Kot materni jezik je 46,6 % prebivalcev navedlo ruščino in 46,1 % beloruščino, kot jezik, ki ga običajno govorijo doma, pa jih je ruščino navedlo 68,2 % in beloruščino 25,1 %.